# وینسنت اوژه
وینسنت اوژه (انگلیسی: Vincent Ogé؛ ح. 1757 – ۶ فوریه ۱۷۹۱ (عمر ۳۴–۳۳)) بازرگان، افسر نظامی و زرگر بود که نقش کلیدی در رهبری یک قیام شکست خورده علیه امپراتوری استعماری فرانسه، در مستعمره سنت دومینگ، در سال ۱۷۹۰ داشت. او که خود فردی دورگه از نژاد نخبگان استعماری بود، به شورشی دست زد که درست قبل از انقلاب هائیتی رخ داد. انقلابی که منجر به استقلال این مستعمره از فرانسه شد و میراثی بحث‌برانگیز در هائیتی پس از استقلال به جا گذاشت.

## اوایل زندگی
وینسنت اوژه در سال ۱۷۵۷ در شهر داندون در سنت دومینگ به دنیا آمد. در آن زمان، سنت دومینگ قسمت غربی جزیره هیسپانیولا را تشکیل می‌داد و به عنوان بخشی از مستعمرات فرانسه در هند غربی، تحت حاکمیت استعماری فرانسه، بود. پدر اوژه، ژاک اوژه، یک فرانسوی سفیدپوست، و مادرش آنژلیک اوسه، یک زن رنگین‌پوست آزاده بودند. او چندین برادر و خواهر نیز داشت. خانواده اوژه صاحب کلان مزرعه قهوه بودند که توسط تعدادی کارگر برده دار اداره می‌شد و منبع اصلی ثروت خانواده بود. اوسه همچنین قراردادی برای عرضه گوشت به بازارهای داندون داشت.
در سال ۱۷۶۸، والدینش اوژه را، که در سن یازده سالگی بود، به بوردو در فرانسه فرستادند و او در آنجا تقریباً هفت سال نزد یک زرگر شاگرد شد و در سال ۱۷۷۵ به سنت دومینگ بازگشت. اوژه به جای بازگشت به داندون، در پایتخت استعماری کیپ فرانسیس ساکن شد و برای عمویش وینسنت به عنوان مأمور کمیسیون در تجارت قهوه مستعمره کار کرد. در این مدت، اوژه بخشی از مالکیت مزرعه برده‌های خانواده‌اش را به دست آورد. اوژه همچنین صاحب یک اسکله بازرگانی شد که به همراه سه شریک تجاری خود در آن فعالیت می‌کرد.

## فعالیت‌های انقلابی
در سال ۱۷۸۸، اوژه به فرانسه سفر کرد تا هم بدهی‌های خود را تسویه کند و همچنین پرونده‌های متعددی را که خانواده‌اش درگیر آن بودند در مقابل شورای پادشاه مطرح کند. سال بعد با آغاز انقلاب فرانسه او نیز به صفوف این انقلاب پیوست. پس از آنکه سفیدپوستان غایب پیشنهادهای او را برای لغو قوانین تبعیض آمیز استعماری علیه رنگین پوستان آزاد رد کردند، او به یک گروه فعالی پیوست که خواست اعضای آن داشتن نمایندگی سیاسی در مجلس ملی فرانسه بود.
در سال ۱۷۸۸ اوژه برای دومین بار به فرانسه سفر کرد. یک سال بعد، انقلاب فرانسه آغاز شد و اوژه که در آن زمان در پاریس بود، آرمان انقلابیون را پذیرفت. در اوت ۱۷۸۹، او به بحث با گروهی از زمین‌داران غایب پرداخت و از آنان خواست تا قوانین تبعیض‌آمیز علیه رنگین‌پوستان آزاد در سنت-دومینگ را لغو کنند. با عدم پذیرش پیشنهادهایش اوژه به گروهی از رنگین‌پوستان آزاد که تحت رهبری وکیل سفیدپوست اتین دو ژولی برای کسب نمایندگی افراد ملاتو از مستعمرات در مجلس مؤسسان ملی فرانسه مبارزه می‌کردند، پیوست.
در اکتبر ۱۷۸۹، اوژه به عنوان افسر در گارد ملی فرانسه نام‌نویسی کرد و درهمان زمان به مخالفین برده‌داری در انجمن دوستان سیاهان پیوست. طولی نکشید که او به همراه ژولین ریمون، رهبران گروه دو ژولی و چهره‌های بیانگر خواست‌های سیاسی رنگین‌پوستان آزاد در فرانسه شدند. آنان در مجلس مؤسسان ملی بر تلاش‌های خود برای کسب حق رای رنگین‌پوستان آزاد سنت دومینگ و داشتن نمایندگانی از خودشان اصرار ورزیدند. از آنجایی که هر دو نفر برده‌دار بودند، از ادامه وجود برده‌داری در مستعمرات حمایت کردند.
در مارس ۱۷۹۰، نمایندگان مجلس مؤسسان ملی قانونی را، هرچند با متنی مبهم، تصویب کردند که به افراد رنگین‌پوست آزاد در مستعمرات فرانسه حق رای کامل می‌داد. پس از تصویب این قانون، اوژه به سنت دومینگ بازگشت. او مخفیانه سفر می‌کرد تا توجه زمینداران متخاصم را جلب نکند. در یک از این سفرها، او در لندن توقف کرد تا با مخالفان برده‌داری در بریتانیا از جمله توماس کلارکسون مشورت کند. پس از ملاقات با کلارکسون، که او نیز با نظرات اوژه درمورد حقوق رنگین‌پوستان آزاد موافق بود، از طریق چارلستون در کارولینای جنوبی به سنت دومینگ رفت.

## دستگیری و اعدام

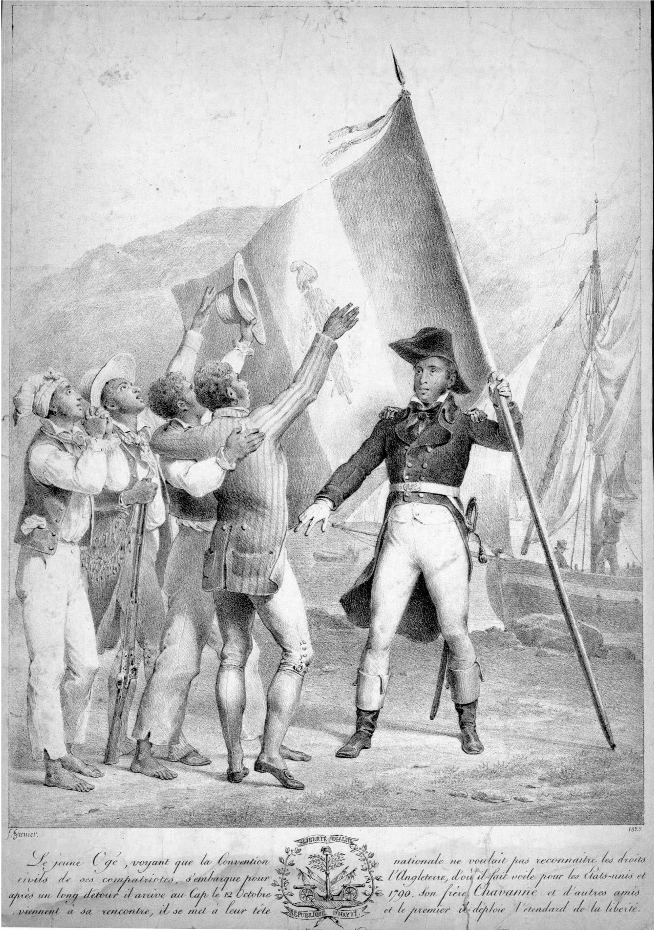
ژان باپتیست شاوان در حال استقبال از وینسنت اوژه در بدو ورود به مستعمره فرانسه سنت دومینگ. طراحی توسط فرانسوا گرنیه دو سنت مارتین، لیتوگرافی توسط ژان فرانسوا ویلن، 1822.

در ۲۰ نوامبر ۱۷۹۰، اوژه و ۲۳ شورشی، از جمله شاوانس، به اسارت مقامات استعماری در شهر هینشی درآمدند. آنها پس از دریافت ضمانت ایمنی از اسپانیایی‌ها خود را تسلیم کردند. با این حال، مقامات استعماری اسپانیا اوژه و همرزمانش رابه همتایان فرانسوی خود تحویل دادند و آنها این شورشیان را، همراه با نگهبانان مسلح، به کاپ فرانسس برده و زندانی کردند. در ژانویه ۱۷۹۱، اوژه توسط دادستان فرانسوی بوکوئت فروان تحت بازجویی قرار گرفت.
در فوریه ۱۷۹۱، اوژه سرانجام توسط دولت استعماری در کاپ فرانسس محاکمه و به اعدام محکوم شد. او در ۶ فوریه، در حضور بلانش لاند و چندین سیاستمدار از مجلس استعماری، به‌وسیلهٔ چرخ شکاننده اعدام شد. پس از اعدام سرش را جدا کردند و آن را بر سر یک نیزه در معرض دید عام قرار دادند. این مجازاتی بود که قبلاً دولت استعماری در شورش‌های بردگان علیه شورشیان اعمال می‌کرد.
شش ماه پس از اعدام اوژه، بردگان شورشی به رهبری دوتی بوکمن دست به شورشی زدند که جرقه انقلاب هائیتی را برانگیخت. اگرچه اوژه هرگز علیه خود موضوع برده‌داری نجنگید، اعدام او اغلب توسط بردگان شورشی در طول انقلاب به عنوان توجیهی برای ادامه مقاومت در برابر دولت استعماری فرانسه به جای پذیرش معاهدات صلح مطرح می‌شد. پس از دوازده سال نبرد، شورشیان با موفقیت حاکمیت فرانسه را در سنت-دومینگ سرنگون کردند.